# Mosquée Usta Mourad
La mosquée Usta Mourad (arabe : مسجد اسطا مراد) est une ancienne mosquée tunisienne, qui n'existe plus de nos jours et qui était située dans la médina de Tunis.

## Localisation
Elle se trouvait sur la rue El Hokam (arabe : نهج الحكام).

## Étymologie
Elle tire son nom de son fondateur, le dey mouradite Usta Mourad, célèbre corsaire qui a fondé le port stratégique de Porto Farina, devenu progressivement l'un des principaux ports de course de la régence de Tunis, et qui est mort en juin 1640.

## Histoire
Sa date de construction est limitée entre 1637, date où Usta Mourad devient dey, et son décès en 1640. 